# ستيلا كيرياكيدو
ستيلا كيرياكيدو (باليونانية: Στέλλα Κυριακίδου)‏ (10 مارس 1956 - ) طبيبة نفسانية وسياسية من قبرص من حزب التجمع الديمقراطي المحافظ، تشغل منصب المفوض الأوروبي للصحة وسلامة الأغذية منذ عام 2019. عملت كأول سيدة قبرصية وطنية وثالثة رئيسة الجمعية البرلمانية لمجلس أوروبا.

## سيرة شخصية

### النشأة والتحصيل العلمي
ولد كيرياكيدو في نيقوسيا، وحصلت على شهادة البكالوريوس في علم النفس من جامعة ريدينغ، ودرجة الماجستير في سوء معاملة الأطفال من جامعة فيكتوريا في مانشستر.

### الحياة العملية
عمل كيرياكيدو كطبيبة نفسانية إكلينيكية في وزارة الصحة بين 1976 و 2006 في قسم الطب النفسي للأطفال والمراهقين.
كيرياكيدو لديها طفلان. كانت مصابة بسرطان الثدي في عامي 1996 و 2004.
في عام 1999، تم تعيين كيرياكيدو رئيسًا لحركة سرطان الثدي الأولى في قبرص. من عام 2004 حتى عام 2006، شغلت منصب رئيس التحالف الأوروبي لسرطان الثدي يوروبا دونا. في عام 2016، تم تعيينها رئيسة للجنة الوطنية لإستراتيجية السرطان التابعة للمجلس.

### الحياة السياسية
انتُخبت كيرياكيدو كنائبة في انتخابات عام 2006، ممثلة عن منطقة نيقوسيا في التجمع الديمقراطي المحافظ، وهي نائبة للرئيس منذ عام 2013.
بالإضافة إلى أنشطتها البرلمانية، عملت كيرياكيدو كرئيسة وفد قبرص إلى الجمعية البرلمانية لمجلس أوروبا من 2012 حتى 2019. من عام 2016 حتى 2018، ترأست لجنة الشؤون الاجتماعية والصحة والتنمية الإقليمية. بعد استقالة الإسبانية بيدرو أغرامونت، ترشحت لرئاسة الرابطة، وفازت بالتصويت في الجولة الثالثة ضد الليتواني إيمانويلس زينجيريس. من 2018 حتى 2019، عملت كممثلة مجلس أوروبا في لجنة البندقية.
منذ عام 2013، كانت كيرياكيدو تعمل نائبة لرئيس حزب التجمع الديمقراطي، بقيادة رئيسه نيكوس أناستاسيادس.
في عام 2018، ساهمت كيرياكيدو من أجل قانون يجرم الإجهاض.
بعد انتخابات البرلمان الأوروبي 2019، رشح الرئيس نيكوس أناستاسيادس كيرياكيدو لتصبح المفوض الأوروبي المقبل للبلاد.